# Jukka Toivola
Jukka Olavi Toivola (Liperi, 7 de septiembre de 1949 – Pori, 27 de mayo de 2011) fue un atleta de fondo y maestro de químico finlandés. Toivola representó a su país en los Marató de los Juegos Olímpicos de Montreal de 1976, acabando en la posición 27º. En 1979, ganó la primera edición de la Maratón de Estocolmo. 
Toivola moriría el 2011 en Pori, a causa de las consecuencias de la ELA que sufría desde 2007.

## Logros
| Año  | Competición                                         | Ciudad sede | Resultado | Distancia | Tiempo  |
| ---- | --------------------------------------------------- | ----------- | --------- | --------- | ------- |
| 1976 | Maratón de los Juegos Olímpicos de Montreal de 1976 | Montréal    | 27º       | Maratón   | 2:20:46 |
| 1979 | Maratón de Estocolmo                                | Estocolmo   | 1º        | Maratón   | 2:17:35 |
| 1981 | Maratón de Boston                                   | Boston      | 6º        | Maratón   | 2:11:53 |
| 1981 | Maratón de Nueva York                               | Nueva York  | 2º        | Maratón   | 2:10:52 |
| 1982 | Campeonato Europeo                                  | Atenas      | 5º        | Maratón   | 2:17:31 |